# Basia Batorska
Barbara Batorska Kucharska (Bialowieza, Polonia; 16 de enero de 1933), es una pintora y grabadora, nacida en Polonia y nacionalizada mexicana.

## Biografía
Barbara Krystyna Batorska nació el 16 de enero de 1933 en Bialowieza, Polonia, hija de Stanislaw Batorski (1905-1941) y Janina (Kucharska) Batorska (1908-1994).
Su padre, un ingeniero forestal, estaba a cargo de la jungla polaca que conserva los últimos bisontes europeos. Es por eso que la mayoría de sus pinturas son de grandes y hermosos bisontes.
Batorska estudió en el Instituto Tecnológico de Monterrey Filosofía y Letras en la ciudad de Monterrey, años después también estudio dibujo con Vladimir Kibalchich conocido como Vlady.
Sin abandonar su devoción natural por las artes plásticas, disciplinadas y estudiosas del trabajo de todos los grandes pintores de la historia antigua y moderna, terminó siendo aplicada con la ayuda magistral de artistas y maestros expertos, al aprendizaje formal de las técnicas de grabado y dibujo. También ha seguido estudiando y explorando la nueva técnica japonesa con Nunik Sauret.
Persona importante en el medio popular del arte en México, reconocida por sus grandes pinturas, grabados y dibujos pero fundamentalmente por su trabajo como grabadora; Las técnicas que ella ha utilizado incluyen Tinta, punta seca, grabado y otras.
Durante mucho tiempo ha sido, desde los años 70, su carrera pictórica, y desde entonces hasta la fecha ha organizado numerosas exposiciones individuales y colectivas en México y en el extranjero (Barcelona, Cracovia, Bucarest, etc.). Una de sus últimas presentaciones ha sido la exposición de "Todos los mares" en la ciudad de Monterrey.
Está casada con Gabriel Zaid, escritor, poeta e intelectual mexicano.

## Premios y distinciones
- Exposición de la obra gráfica en la galería sociedad de los amigos de bellas artes en Varsovia (Diploma Honorífico, 1976)
- Festival Alfonsino por la Universidad Autónoma de Nuevo León,[3]  (Reconocimiento, 2016)
- Mención honorifica por la mejor exposición de 1975 (Reconocimiento del Gobierno de Nuevo León, 1976)

## Participación en libros y revistas
- Letras Libres (2020). Dos poemas polacos. Letras Libres. ISSN 1405-7840.
- Ernest Kay (1976). International who´s who in art and antiques second edition. Oxford. ISBN 0 900332 37 9.
- Caballero, Jose Manuel (1979). Diccionario Biográfico Enciclopédico de la Pintura Mexicana. Quinientos años.
- Javier Sicilia (2005). Ixtus. Ojo de Agua.
- Rosa de la Rosa (1994). Selva de Palabras edition. Offset. ISBN 978 9686 353 11 6.
- Socrates Rizzo (1993). Nuevo Leon El paisaje y su espejo. Coordinacion de publicaciones y proyectos especiales. ISBN 968 6211 84 5.
- Museo Jose Luis Cuevas (1999). Homenaje al lápiz. Landucci Editores. ISBN 970 18 2992 1.
- Fomento Cultural Banamex (2002). La colección de pintura del Banco Nacional de México. Fomento Cultural Banamex. ISBN 968 5234 20 5.
- Mariana Morrillo (1985). Catalogo colección pago en especie de la secretaria de hacienda 1975-1984. Secretaria de hacienda y crédito público. ISBN 968 806 111 5.
- Juana I. Abreu (1993). Catalogo colección pago en especie de la secretaria de hacienda 1987-1989. Secretaria de hacienda y crédito público. ISBN 968 806 558 7.
- Mariana Morrillo (1988). Catalogo colección pago en especie de la secretaria de hacienda 1984-1987. Secretaria de hacienda y crédito público. ISBN 968 806 254 5.
- Conaculta Biblioteca de México (2015). Todos los Mares. Conaculta.
- Universidad Autonoma de Nuevo León (2016). Todos los Mares II. Universitaria UANL.
- Consuelo Carredano (2000). La Poética de la Libertad. Instituto Nacional de Bellas Artes. ISBN 970 18 0466 X.
- Hugo Covantes (1982). El Grabado Mexicano en el siglo XX 1922 - 1981. Orbe.
- Alfonso Rubio (1986). Antología Poetica. Museo de Monterrey.
- Nedda G. de Anhalt (1994). Cuentos inauditos. Incaro. ISBN 968 6985 02 6.
- Luis Grave de Peralta Morell (1997). La Magia del Cariño cuentos escritos desde la cárcel. La otra Cuba. ISBN 968 7955 00 7.
- Beck, Humberto (2004). Gabriel Zaid: Lectura y Conversación. Jus. ISBN 968 423 462 7.